# Agència Espacial Japonesa

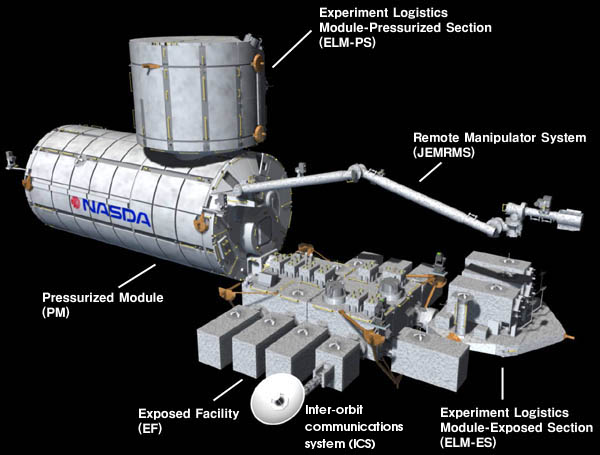
Kibo, mòdul experimental de l'agència japonesa.

L'Agència Espacial Japonesa (宇宙航空研究開発機構, Uchū Kōkū Kenkyū Kaihatsu Kikō), o JAXA (Japan Aerospace eXploration Agency), és una agència governamental japonesa que dedica les seves investigacions i pressupostos a projectes per a l'exploració de l'espai.
Va ser creada l'1 d'octubre de 2003. El seu eslògan corporatiu és Explore to Realize, i el seu motto és One JAXA.

## Història
La JAXA va ser creada l'1 d'octubre de 2003 per la unió de l'Agència Nacional de Desenvolupament Espacial (NASDA), el Laboratori Nacional Aeroespacial del Japó (NAL) i l'Institut de Ciència Aeronàutica i Espacial (ISAS).
Abans de la unió, ISAS era responsable de la recerca espacial i planetària, mentre que el NAL se centrava en ciència aeronàutica. La NASDA, fundada l'1 d'octubre de 1969, desenvolupava coets, satèl·lits, i també va construir el mòdul d'experimentació japonès. Les oficines principals de l'antiga NASDA estaven situades al cosmòdrom de Tanegashima, a l'illa de Tanegashima, 115 km al sud de Kyūshū. NASDA també realitzava l'entrenament d'astronautes, que volaren en el transbordador espacial estatunidenc.
El 2012, la nova legislació estengué la remissió de la JAXA, prèviament exclusiva a fins pacífics, per incloure també desenvolupament de tecnologies espacials militars, com un sistema d'alerta anti-míssil. El control polític de la JAXA va passar del MEXT a l'oficina del Gabinet del Primer Ministre.

## Coets
JAXA utilitza el coet H-IIA (H "dos" A) de l'antic cos de la NASDA i la seva variant H-IIB per llançar satèl·lits de prova d'enginyeria, satèl·lits meteorològics, etc. Per a missions científiques com l'astronomia de raigs X, JAXA utilitza el coet Epsilon. Per a experiments a l'atmosfera superior, JAXA utilitza els coets de sonda SS-520, S-520 i S-310.

## Èxits
Abans de l'establiment de JAXA, ISAS havia tingut més èxit en el seu programa espacial en el camp de l'astronomia de raigs X durant les dècades de 1980 i 1990. Una altra àrea d'èxit per al Japó ha estat la Very Long Baseline Interferometry (VLBI) amb la missió HALCA. Es va aconseguir un èxit addicional amb l'observació solar i la investigació de la magnetosfera, entre d'altres àrees.
NASDA va ser principalment actiu en el camp de la tecnologia de comunicacions per satèl·lit. No obstant això, com que el mercat de satèl·lits del Japó està completament obert, la primera vegada que una empresa japonesa va guanyar un contracte per a un satèl·lit de comunicació civil va ser l'any 2005. Un altre objectiu principal del cos de NASDA és l'observació del clima de la Terra.
JAXA va rebre el premi d'exploració espacial John L. "Jack" Swigert Jr. de la Space Foundation el 2008.

## Missions
La primera missió de la JAXA va ser el llançament fracassat del coet H-IIA el novembre de 2003. Després d'un període de 15 mesos, el febrer de 2005 la JAXA va llançar amb èxit el mateix coet des del Centre Espacial de Tanegashima, posant un satèl·lit en òrbita terrestre. La missió Hayabusa, llançada el 2003 per l'ISAS i que el 2010 va retornar a la Terra després de recollir mostres a l'asteroide Itokawa, va ser la primera missió de gran escala que va assumir la JAXA des de la seva formació. El 2007 la JAXA va llançar la sonda lunar SELENE. El 2010 veié el llançament de la sonda Akatsuki, que entrà en òrbita venusiana el 2015, i va ser acompanyada per la sonda experimental IKAROS, propulsada per vela solar. El 2014 la JAXA va llançar Hayabusa 2, successora de la sonda Hayabusa i també amb l'objectiu de recollir mostres d'un asteroide. Entre les missions d'òrbita terrestre de la JAXA en destaquen Akari, d'astronomia infraroja, Hinode, que estudia la física solar, i Hitomi, d'astronomia de raigs X.
El mòdul d'experimentació japonès (JEM), també conegut com a Kibo, va ser llançat per la NASA en tres vols del transbordador espacial entre 2007 i 2009, i va ser integrat a l'Estació Espacial Internacional el 2009. L'estació ha allotjat a varis astronautes japonesos en missions de curta i llarga durada de manera intermitent.
La JAXA participa en les missions en desenvolupament BepiColombo i JUICE en col·laboració amb l'Agència Espacial Europea, i que tenen per objectiu l'estudi de Mercuri i el sistema jovià, respectivament. Entre la resta de missions planejades, en destaquen SPICA, successora del telescopi Akari, les missions lunars SLIM i SELENE-2, i la missió Martian Moons Explorer que explorarà les llunes de Mart.
La missió Smart Lander for Investigating Moon (SLIM) d'aterratge lunar que es preveia per a 2021 es va ajornar fins al seu llençament el 6 de setembre de 2023, quan es van llançar XRISM i SLIM, i SLIM se'n va separar aquell mateix dia, entrant en òrbita lunar el 25 de desembre i aterrant el 19 de gener de 2024, convertint el Japó en el cinquè país a aterrar suaument una nau espacial a la Lluna. Notícies de dificultats tècniques van arribar a la Terra, dient que els panells solars de l'aterratge no estaven orientats cap al Sol, tanmateix, el 29 de gener va entrar en funcionament després del canvi de condicions, i sobrevint a tres nits lunars, despertant-se una vegada més a l'abril.

## Programa espacial tripulat

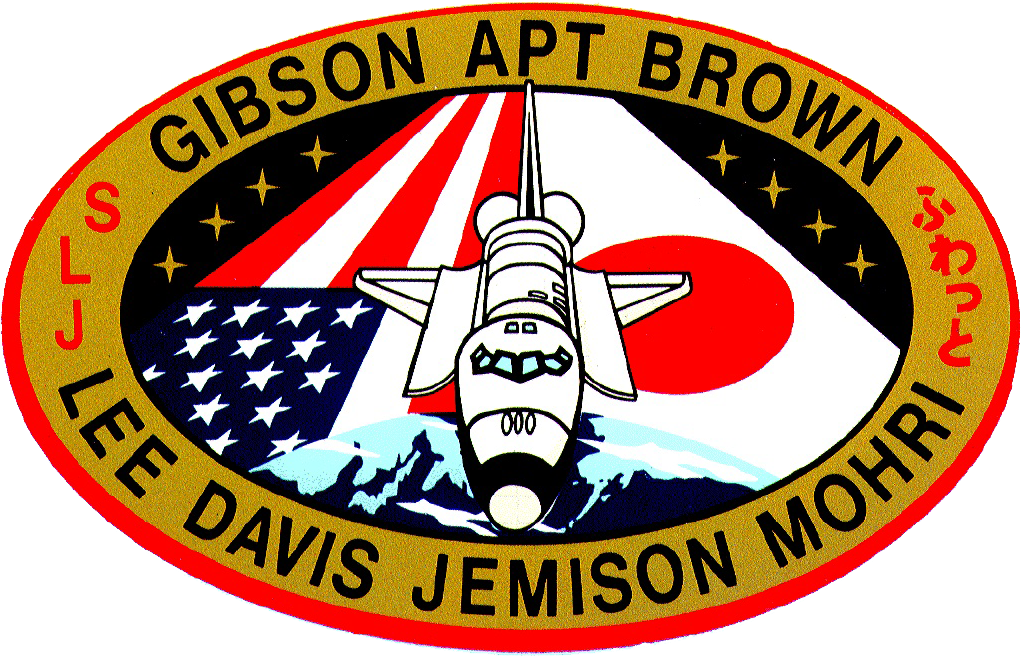
El vol del transbordador Spacelab-J, finançat pel Japó, va incloure diverses tones d'equips de recerca científica japonesos.

El Japó té deu astronautes, però encara no ha desenvolupat la seva pròpia nau espacial tripulada i actualment no n'està desenvolupant una oficialment. El projecte HOPE-X del transbordador espacial potencialment tripulat, llançat pel llançador espacial convencional H-II, es va desenvolupar durant diversos anys (inclosos els vols de prova dels prototips HYFLEX/OREX), però va ser posposat. La càpsula tripulada més simple Fuji va ser proposada però no adoptada. També hi ha projectes per a la posada en òrbita d'una sola etapa, l'enlairament horitzontal, el vehicle de llançament reutilitzable i els ASSTS d'aterratge i l'enlairament i aterratge vertical Kankoh-maru, però no s'han adoptat.
El primer ciutadà japonès a volar a l'espai va ser Toyohiro Akiyama, un periodista patrocinat per Tokyo Broadcasting System Television, que va volar en el Soiuz TMA-11 soviètic al desembre de 1990. Va passar més de set dies a l'espai a l'estació espacial Mir, en el que els soviètics van nomenar el seu primer vol espacial comercial que els va permetre guanyar $14 milions.
El Japó participa en programes espacials tripulats nord-americans i internacionals, inclosos vols d'astronautes japonesos amb la nau espacial russa Soiuz a l'EEI. Una missió del transbordador espacial (STS-47) al setembre de 1992 va ser parcialment finançada pel Japó. Aquest vol va incloure el primer astronauta a l'espai de JAXA, Mamoru Mohri, com a especialista en càrrega útil per a Spacelab-J, un dels mòduls Spacelab construïts a Europa. Aquesta missió també va ser designada el Japó.

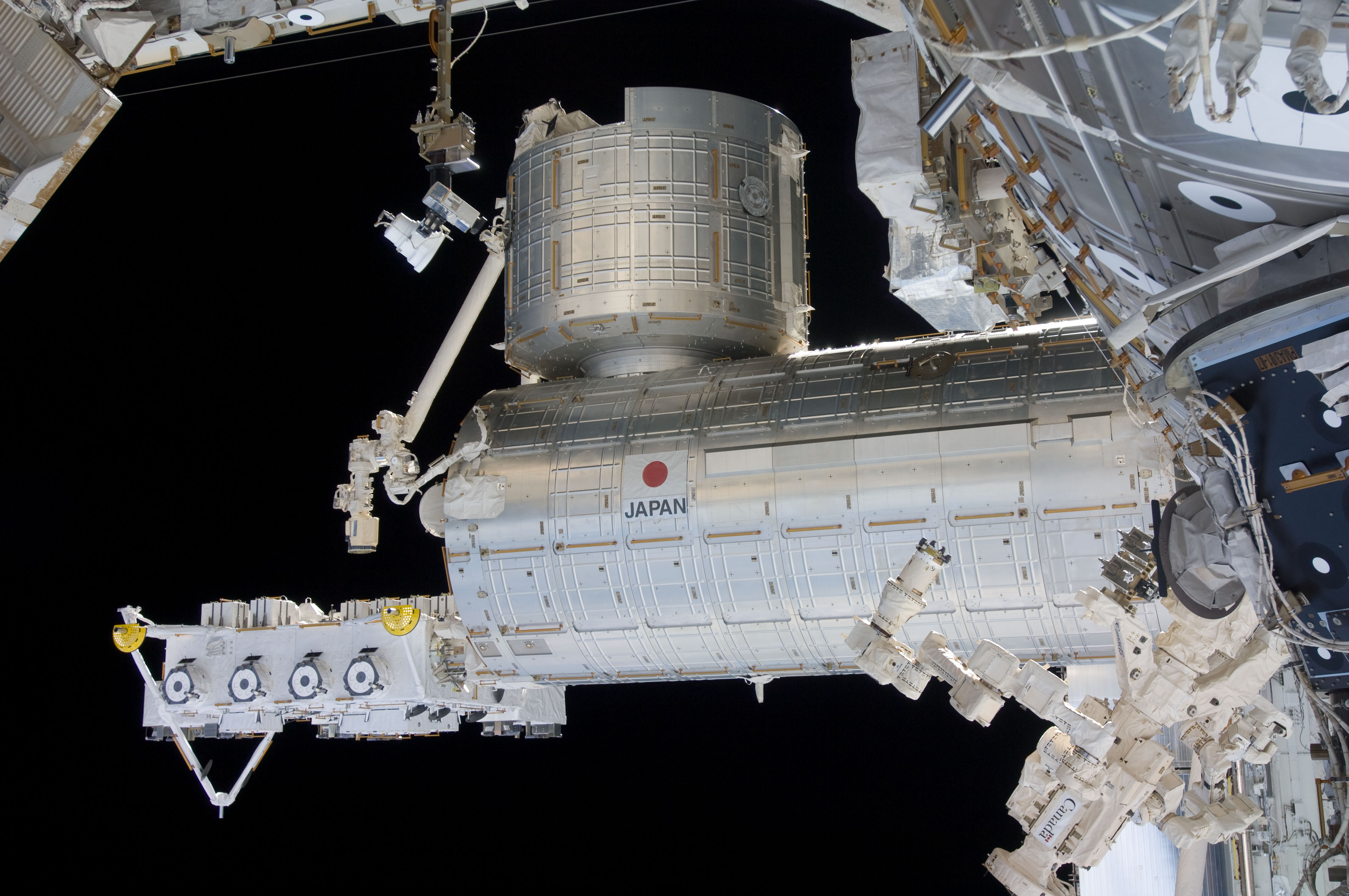
Una vista del mòdul Kibo completat.

Tres missions més del transbordador espacial de la NASA (STS-123, STS-124, STS-127) el 2008–2009 van lliurar parts de Kibo, mòdul espacial japonès construït per a l'EEI.
Els plans japonesos per a un aterratge lunar tripulat estaven en desenvolupament, però es van arxivar a principis del 2010 a causa de limitacions pressupostàries.
Al juny de 2014, el Ministeri de Ciència i Tecnologia del Japó va dir que estava considerant una missió espacial a Mart. En un document del ministeri va indicar que l'exploració no tripulada, les missions tripulades a Mart i l'assentament a llarg termini a la Lluna eren objectius, per als quals es buscaria la cooperació i el suport internacional.
El 18 d'octubre del 2017, el descobriment japonès d'un túnel sota la superfície de la Lluna va portar a un comunicat de premsa. El túnel sembla adequat com a lloc per a una base d'operacions per a missions espacials tripulades pacífiques, segons JAXA.

## Desenvolupament d'avions supersònics
A més dels coets H-IIA/B i Epsilon, JAXA també està desenvolupant tecnologia per a un transport supersònic de nova generació que podria convertir-se en el substitut comercial del Concorde. L'objectiu de disseny del projecte (nom de treball Next Generation Supersonic Transport) és desenvolupar un jet que pugui transportar 300 passatgers a Mach 2. Un model a subescala del jet es va sotmetre a proves aerodinàmiques al setembre i octubre de 2005 a Austràlia.
El 2015, JAXA va realitzar proves destinades a reduir els efectes del vol supersònic sota el programa D-SEND. L'èxit econòmic d'aquest projecte encara no és clar i, com a conseqüència, el projecte s'ha trobat amb un interès limitat per part d'empreses aeroespacials japoneses com Mitsubishi Heavy Industries.

## Vehicles de llançament reutilitzables
Fins al 2003, JAXA (ISAS) va dur a terme investigacions sobre un vehicle de llançament reutilitzable sota el projecte Reusable Vehicle Testing (RVT).

## Altres agències espacials al Japó
Japan Space Systems (J-spacesystems) és una agència espacial independent.

## Organització
La seu central de la JAXA es troba a Chofu, Tòquio. L'agència té varis centres d'investigació i desenvolupament espacial:
- Centre d'Investigació i Observació Terrestre (EORC), a Tòquio.
- Centre d'Observació Terrestre (EOC), a Hatoyama, Saitama.
- Centre de Proves de Coets de Noshiro (NTC), a Noshiro, Akita, establert el 1962.
- Centre de Globus Aerostàtics de Sanriku (SBC), a Sanriku, Miyagi, establert el 1971 i dedicat al desenvolupament i llançament de globus aerostàtics.
- Centre de Propulsió Espacial de Kakuda (KSPC), a Kakuda, Miyagi.
- Campus de Sagamihara, a Sagamihara, Kanagawa, campus dedicat a la recerca científica i desenvolupament de tecnologies per a missions espacials.
- Centre Espacial de Tsukuba, a Tsukuba, Ibaraki, campus principal de la JAXA. Hi tenen lloc l'entrenament d'astronautes, el desenvolupament del mòdul d'experimentació i el desenvolupament de satèl·lits i coets.
- Centre Espacial de Tanegashima, a l'illa de Tanegashima, Kagoshima, centre de llançament dels coets H-IIA i H-IIB.
- Centre Espacial d'Uchinoura, prop del poble de Kimotsuki, Kagoshima, centre de llançament del coet Epsilon.